# Pirat (väska)
Pirat är en större fyrkantig handväska av tyg som förr användes av damer. Den var vanligen stickad eller virkad och avsedd att förvara småting i, särskilt sysaker. En sådan väska kunde kvinnorna även ta med sig på kalas huvudsakligen i syfte att i den ta hem resterna från matbordet. 
Denna betydelse har ordet endast i Sverige.